# Acridocarpus vivy
Acridocarpus vivy är en tvåhjärtbladig växtart som beskrevs av Arenes. Acridocarpus vivy ingår i släktet Acridocarpus och familjen Malpighiaceae.

## Underarter
Arten delas in i följande underarter:
- A. v. eglandulosus
- A. v. glanduliferus